# Wincenty Kwiatkowski (duchowny)
Wincenty Kwiatkowski (ur. 1 stycznia 1892 w Skopiszkach, zm. 20 lutego 1972) – polski ksiądz, twórca warszawskiej szkoły apologetycznej, profesor teologii Uniwersytetu Warszawskiego w latach 30. XX wieku, rektor Akademii Teologii Katolickiej (1956–1965).

## Życiorys
Studiował od 1909 roku w Seminarium Duchownym w Petersburgu. Po dwóch latach został wysłany do Rzymu, gdzie ukończył Papieski Uniwersytet Gregoriański. W 1917 roku otrzymał święcenia kapłańskie. W następnym roku obronił pracę doktorską z teologii. Po powrocie do Polski w 1920 roku objął katedrę apologetyki na Wydziale Teologii Katolickiej Uniwersytetu Warszawskiego. Habilitował się w 1922 roku, w 1930 roku uzyskał tytuł profesora nadzwyczajnego, a w 1939 roku – tytuł profesora zwyczajnego. W roku akademickim 1933–1934 był dziekanem tego wydziału. W 1945 roku – po wznowieniu Wydziału Teologii Katolickiej UW – objął ponownie katedrę apologetyki. Gdy w 1954 roku powstała Akademia Teologii Katolickiej, przez dwa lata był dziekanem Wydziału Teologicznego, następnie przez trzy kolejne kadencje, w latach 1956–1965, sprawował funkcję rektora uczelni.
W latach 1949–1964 był redaktorem naczelnym kwartalnika Collectanea Theologica.
Ksiądz Kwiatkowski wziął udział w zjeździe duchowieństwa zorganizowanym 12 grudnia 1952 roku we Wrocławiu przez władze komunistyczne, w czasie którego główny referat, bardzo krytycznie oceniający działania Episkopatu Polski, a zwłaszcza Prymasa Polski Stefana Wyszyńskiego (który kilka miesięcy później został uwięziony), wygłosił ks. prof. Eugeniusz Dąbrowski. W późniejszych latach współpracował z Prymasem przy wyprowadzaniu Akademii Teologii Katolickiej z kryzysu.

Ksiądz arcybiskup Józef Michalik tak wspominał księdza Kwiatkowskiego:

Kiedy rozpoczynałem studia [w 1965 roku – przyp. red.] w Warszawie, Akademia Teologii Katolickiej nie miała jeszcze pełnej aprobaty kościelnej. Był to twór powołany do istnienia przez państwo po zlikwidowaniu wydziałów teologicznych na uniwersytetach Warszawskim, Jagiellońskim, Wrocławskim. Ale już wtedy te nieformalne kontakty księdza Prymasa Wyszyńskiego z Akademią były żywe. Pamiętam pierwszą inaugurację roku akademickiego, na którą przyjechał ksiądz Prymas. Był to symboliczny dla uczelni dzień. Później zaczęły się wykłady, nowa praca, nowe wymagania – nowy świat. Teologia prezentowana była przez wybitnych profesorów. Wśród nich był twórca szkoły apologetycznej – ksiądz Wincenty Kwiatkowski, pochodzący z diecezji bodajże mohylewskiej, potem zaszeregowany do warszawskiej, niezwykły człowiek, bardzo ciekawy, intelektualista, napisał apologetykę totalną; chłodny naukowiec, ale gorącej wiary człowiek, który te kryteria naukowe mocno wpajał swoim studentom. U niego za pierwszym razem zdawali egzamin tylko nieliczni, tak że do księdza profesora Kwiatkowskiego chodziło się wiele, wiele razy. Ale był to człowiek, któremu bardzo zależało na formacji intelektualnej każdego księdza studenta i co ciekawe – nie przekreślał żadnego ze studentów, których prowadził. Według niego każdy miał możliwość dopracowania się razem z nim pewnego potencjału naukowego.

Pod jego kierunkiem stopień naukowy doktora uzyskał w 1959 Jerzy Nosowski.

## Niektóre prace

### Książki
- Apologetyka totalna, w dwóch tomach, PAX, 1956, 1962
- Przedmiot i metody apologetyki nowoczesnej, ATK, 3 wydania (wydanie 3. w 1961 roku)

### Prace w Studia Theologica Varsaviensia
- Metoda myślenia naukowego, 1963
- Od Jezusa historii do Chrystusa kerygmatu, 1964
- Początki i rozwój warszawskiej szkoły apologetycznej, 1965
- Formalna budowa własnej apologii Jezusa z Nazaretu, 1970
- Stosunek apologii do apologetyki we współczesnym religioznawstwie, 1971.

## Życie prywatne
W latach 20. i 30. XX wieku mieszkał w Domu Profesorów przy ul. Nowy Zjazd 5 w Warszawie. Należał do Stowarzyszenia Mieszkaniowego Spółdzielczego Profesorów Uniwersytetu Warszawskiego.
Po śmierci został pochowany na warszawskim cmentarzu w Tarchominie.

## Literatura dodatkowa
- Ks. Zygmunt Falczyński: Ksiądz Rektor Wincenty Kwiatkowski, uczony i człowiek: w trzydziestą rocznicę śmierci. Warszawa: Wydawnictwa Uniwersytetu Kardynała Stefana Wyszyńskiego, 2002, s. 379.
- Bp W. Miziołek. Sylwetka naukowa prof. ks. dra W. Kwiatkowskiego. „Studia Theologica Varsaviensia”. 8, s. 21, 1970. Warszawa.
- Prof. ks. dr R. Paciorkowski. Twórczy wkład prof. ks. dra W. Kwiatkowskiego w organizację naukową apologetyki nowoczesnej. „Studia Theologica Varsaviensia”. 8, s. 29, 1970. Warszawa.
- T. Gogolewski. Ks. prof. dr W. Kwiatkowski (1892–1972). „Studia Theologica Varsaviensia”. 11, s. 3, 1973. Warszawa.